# Qatran Tabrizi
Pour les articles homonymes, voir Tabrizi.
Abu Mansur Qatran Adudi (1009 - 1072), aussi appelé Qatran Tabrizi était un poète de la cour en Perse.
Originaire de Shadi-abad, près de Tabriz, il fut le plus célèbre panégyriste persan de son temps.
Dans son Divan en persan, il loue près de 30 mécènes dans ces 3 à 10 000 couplets. Ses ghasideh à propos du tremblement de terre à Tabriz en 1042 sont très connus.